# Список персонажей вселенной «Назад в будущее»
Ниже представлен список основных и второстепенных действующих персонажей приключенческой фантастической кинотрилогии «Назад в будущее», созданной режиссёром и сценаристом Робертом Земекисом, и соавтором сценария Бобом Гейлом в период с 1985 по 1990 год. Также в список внесены персонажи, появлявшиеся в мультсериале «Назад в будущее: Мультсериал», выходившем на канале CBS с 1991 по 1992 год, и серии игр «Back to the Future: The Game» от компании Telltale Games.
Трилогия, мультсериал, комиксы и серия видео-игр описывают альтернативные реальности маленького американского городка Хилл-Вэлли, расположенного в штате Калифорния, а также нескольких проживающих там семей — МакФлаев, Браунов, Танненов, Стриклендов, Паркеров, а также некоторых других.

## МакФлаи

### Джордж МакФлай
Джордж Дуглас МакФлай — отец Марти, Линды и Дэйва, муж Лоррейн.
Джордж МакФлай родился 1 апреля 1938 года. В детстве увлекался телешоу под названием «Театр научной фантастики», предпочитая его свиданию с Лоррейн. В тайне от всех, Джордж пишет фантастические романы, но никому их не показывает, так как боится, что его творения признают никчёмными. В школе Джордж не пользовался популярностью и, судя по всему, друзей у него не было.
Изначально знакомство Джорджа и Лоррейн произошло случайно — отец Лоррейн сбил Джорджа машиной. Однако когда Марти попал в прошлое, он случайно спас Джорджа и попал под машину сам. В результате этого Марти знакомится с Лоррейн, которая сразу же влюбилась в него. Тогда Марти приходится предпринять много попыток, чтобы свести Джорджа и Лоррейн вместе. В конце концов ему это удаётся. Вернувшись в 1985 год, Марти обнаруживает своего отца писателем, а семью в достатке. Как показано во втором фильме, Джордж счастливо живёт с Лоррейн в 2015 году.
Когда же в будущем старый Бифф угоняет ДэЛореан и отдаёт себе в прошлом «Спортивный альманах Грейс» с результатами всех соревнований, Бифф из прошлого становится богатым и знаменитым и 15 марта 1973 года убивает Джорджа, а затем женится на Лоррейн. Когда Марти с Доком удаётся всё исправить, заголовок в газете меняется с «Джордж МакФлай убит» (англ. George McFly Murdered) на «Джордж МакФлай награждён» (англ. George McFly Honored).
Несмотря на то, что все основные события первой части трилогии вращались вокруг Джорджа и Лоррейн, ни один из них не появляется в мультипликационном продолжении.
Джордж также появляется в нескольких эпизодах игры «Back to the Future: The Game». В начале игры он представлен в той же вселенной, в которой закончилась последняя часть трилогии — он участвует в распродаже вещей Дока. Во втором он сначала исчезает из действительности, когда выясняется, что его отца убили в 1931 году, а когда Марти удаётся это исправить, новая альтернативная реальность представляет Джорджа инвалидом, постоянно страдающим от побоев криминальной семьи Танненов. В альтернативной реальности третьего и четвёртого эпизодов, где городом правят Эмметт и Эдна Брауны, Джордж следит за камерами скрытого видеонаблюдения и подслушивает разговоры граждан, а затем передаёт их Первому Гражданину Брауну. В финале пятого эпизода он снова становится нормальным.
Криспин Гловер, игравший Джорджа МакФлая в первой серии, потребовал, чтобы ему был выплачен такой же гонорар, как Майклу Джей Фоксу. Требование Гловера было отвергнуто, однако Земекис постарался снять фильм таким образом, чтобы зрители не заметили его отсутствия. В немногочисленных эпизодах с участием Джорджа, оставшихся после переработки сценария, эту роль исполняет похожий на Гловера актёр Джеффри Вайсман или используются архивные материалы.
После выхода фильма Гловер подал в суд на Земекиса и получил компенсацию, примерно равную тому гонорару, который он запрашивал. После этого дела в киноиндустрии ввели новый закон об использовании отснятого материала и прав актёра на созданного им персонажа.

### Лоррейн МакФлай
Лоррейн МакФлай, урождённая Бэйнс, родилась в 1938 году. У очень красивой девушки довольно большая семья — братья Милтон, Тоби и Джоуи, сестра Салли, а также ещё один родственник, не упомянутый в фильме — когда в 1955 году Марти гостит в доме Бейнсов, очевидно, что Стелла ожидает очередного ребёнка. Среди них выделяется младший брат, дядя Джоуи, которого в 1985 году «так и не выпустили из тюрьмы».
Судьбой было предсказано, что Сэм Бейнс, отец Лоррейн и дед Марти, Линды и Дэйва, собьёт машиной Джорджа МакФлая, наблюдающего за «кошками» (на самом деле подглядывающего за переодевающейся в своей спальне Лоррейн), расположившись на свисающей над проезжей частью ветке дерева и затем упавшего под колеса авто 5 ноября 1955 года; поддавшись чувству жалости, Лоррейн проявляет симпатию к юноше, когда выхаживает его, а неделю спустя идёт с Джорджем на вечер танцев под названием «Морское Упоение», в будущем они женятся и у них рождаются трое детей.
Миссис Лоррейн МакФлай кажется Марти чересчур критичной по отношению к современным девочкам, которые «прячутся вместе с мальчиками в машинах», ведь красавица-девушка получила консервативное воспитание от своих родителей Сэма и Стеллы Бейнс.
По стечению обстоятельств Марти переносится во времени и оказывается в 1955 году — именно тогда и познакомились будущие родители мальчика — и мешает их встрече. Более того, Лоррейн влюбляется в Марти, а геройский отпор, который юноша оказал местному хулигану Биффу Таннену (также влюблённому в Лоррейн) и его банде, не оставляет бедному Джорджу и шанса на внимание со стороны девушки, оказавшейся не такой скромной, как она рассказывала детям.
Тогда находчивый Марти решает доказать Лоррейн, что Джордж — не размазня и предлагает инсценировать драку, в ходе которой Марти выступит злодеем. Однако не вовремя вмешивается Бифф, и, ко всеобщему удивлению, Джордж в буквальном смысле собирает волю в кулак и даёт отпор Таннену, став школьной звездой и предметом обожания Лоррейн.
Когда Марти и Док оставляют машину времени без присмотра, Бифф из 2015 года отправляется в 1955 год со спортивным альманахом, передав его себе в юности и сделав себя самым обеспеченным жителем Хилл-Вэлли и мировой знаменитостью. Лоррейн приходится терпеть к себе жестокое обращение со стороны Биффа — ведь после таинственной смерти Джорджа Лоррейн становится женой Биффа, чтобы спасти своих детей, оказавшихся в различного рода неприятностях. Когда Док и Марти возвращают нормальное положение вещей, они находят Лоррейн в объятиях Джорджа и окружении любимых детей.
Для второй части была снята сцена, которую впоследствии удалили из финальной версии картины: престарелый Бифф Таннен возвращает ДеЛореан в 2015 год, а затем исчезает из действительности, так же, как это чуть не случилось с Марти в конце первой части. Гейл объясняет это тем, что Лоррейн застрелила Биффа приблизительно в 1996 году изменённой реальности. Однако судороги Биффа сценаристы объясняют просто — у него случился сердечный приступ.
В заключительной части трилогии Лоррейн появляется в самом конце, вместе с Джорджем в исправленном 1985 году, где МакФлаи счастливы в браке, вышел первый роман Джорджа, а Дэйв и Линда преуспевают в карьере и личной жизни. Несмотря на то, что все основные события первой части трилогии вращались вокруг Лоррейн и Джорджа, ни один из них не появляется в мультипликационном продолжении.
Лоррейн появляется почти во всех эпизодах компьютерной игры 2010—2011 годов. В первом эпизоде слышен голос Лоррейн когда Марти просыпается после того, как ему приснилось, что тогда, 26 октября 1985 года, в 1:20 ночи, у них всё-таки не удался эксперимент. Лоррейн напоминает Марти, чтобы он бежал на распродажу имущества Дока.
Когда Марти, побывав в 1931 году, предотвращает арест Кида Таннена, и тот становится главой преступной семьи, Лоррейн всё равно выходит замуж за Джорджа, хотя она могла получить любого из троих Танненов. В 1986 году у её мужа-инвалида большие проблемы.
По-настоящему появляется Лоррейн только в третьем эпизоде. Марти впервые встречает её на городской площади, куда она приехала, чтобы полировать статую в центре и поговорить с Биффом о программе «Гражданин Плюс». В этой реальности она снова пьёт, а Джордж наблюдает за ней через камеры, пытаясь уличить её в этом. В конце концов, она приходит к нему и устраивает долгий разговор, пытаясь доказать ему, что ей нужно стать гражданином Плюс.
Марти и спасённый им гражданин Браун выбегают из здания на улицу и, скрываясь от полиции, забираются в мусорные корзины, откуда видят, как по улице (которые было приказано освободить) идёт Лоррейн. К ней подходят полицейские, но её спасает Джордж, уложивший их.
Персонаж назван в честь актрисы Лоррейн Гэри, известной по роли Элен Броуди в серии фильмов «Челюсти».

### Дэйв МакФлай
Дэйв МакФлай — старший сын Джорджа и Лоррейн, родился в 1963 году в городке Хилл-Вэлли, штат Калифорния. Он — старший брат Линды и Марти. Дэйв работает в «Бургер-Кинге», куда ездит на автобусе, так как не может позволить себе покупку собственной машины. Однако, когда Марти возвращается домой из 1955 года, многое меняется в жизни МакФлаев и в жизни Дэйва, в частности, судя по всему, Дэйв стал довольно успешным молодым человеком, работающим в офисе.
Создатели фильма решили не показывать Дэйва в альтернативной реальности 1985, где Бифф разбогател и, женившись на Лоррейн, стал отчимом детей МакФлаев после таинственной смерти Джорджа. Хотя в одной из удалённых сцен Марти встречает своего обнищавшего брата-алкоголика, не имеющего, судя по всему, дома.
Дэйв упоминается в двух альтернативных реальностях 1986 года — во втором эпизоде он бежал из города вместе с Линдой и Марти в реальности, где Таннены стали криминальной семьёй; в третьем эпизоде он просто уехал из города вместе с сестрой, потому что им не понравилось, как его обустроил гражданин Браун, чем привёл в недоумение своего отца, Джорджа.

### Линда МакФлай
Линда МакФлай родилась в 1966 году в Хилл-Вэлли, штат Калифорния. Она — средний ребёнок и единственная дочь Джорджа и Лоррейн МакФлаев. Окончила школу Хилл-Вэлли в 1984 году. Больше о ней практически ничего не известно. Работает ли она, а может, продолжает учёбу в колледже? Судя по всему, у неё не складываются отношения с молодыми людьми, но в исправленной реальности Дэйв говорит, что «не может уследить за всеми дружками» сестры: кто ей звонил — Пол, Грег или Крейг?
В альтернативной реальности Линда так же, как и остальные МакФлаи зависит от Биффа — он угрожает Лоррейн, что закроет все её банковские счёта!
Линда упоминается в двух альтернативных реальностях 1986 года. Во втором эпизоде она бежала из города вместе с Дэйвом и Марти в реальности, где Таннены стали криминальной семьёй. В третьем она просто уехала из города вместе со старшим братом, потому что им не понравилось, как его обустроил Браун. Однако её отец, Джордж, не понял этого поступка.
Возможные сцены с участием Линды в альтернативной реальности не были сняты, потому что Спэрбер не могла сниматься в фильме, так как ждала в тот момент ребёнка. В комментариях ко второй части Боб Гейл предположил, что Линда могла стать проституткой в альтернативной реальности 1985 года, где всем заправляет Бифф.

### Артур МакФлай
Артур МакФлай — отец Джорджа МакФлая, дедушка Марти. Впервые появляется в игре Back to the Future: The Game, откуда становится известно, что в 1931 году, во время сухого закона в Хилл-Вэлли Артур работал бухгалтером на Кида Таннена, отца Биффа, известного в то время гангстера, содержащего незаконный завод по производству алкоголя в подвале супового ресторана.
Параллельно с этим у него развивался роман с певицей Трикси Троттер, которую он обучал бухгалтерскому делу. Когда Марти МакФлай (известный ему тогда под другим именем) и Эмметт Браун принесли ему повестку в суд, обязывающую к присутствию и даче показаний по делу Таннена, ему пришлось подчиниться, хотя он очень не хотел. Кид Таннен же, которому до закона не было никакого дела, решил убить Артура, и у него это получилось бы, если бы Марти, вернувшийся в это время, не помешал ему. После спасения Артур уезжает из города на два с половиной месяца и 26 августа 1931 года приезжает обратно, где немного помогает Марти арестовать Кида Таннена.
12 и 13 октября работал регистратором на входе в школу, где проходила научная выставка. В тот же день (13 октября) он сделал Трикси предложение выйти за него замуж. Та согласилась. Удивлённому Марти он объяснил, что настоящее имя Трикси Троттер — Сильвия Мискин, и она бабушка Марти.
Как и в случае с Джорджем и Биффом, Шеймусом и Бьюфордом, Марти-младшим и Гриффом, Артур жутко боится Кида Таннена.

### Сильвия МакФлай
Сильвия МакФлай — мать Джорджа, жена Артура. Девичья фамилия — Мискин (англ. Miskin). Она — уроженка Канады. В юности встречалась с гангстером Кидом Танненом и работала в его баре певицей под псевдонимом Трикси Троттер (англ. Trixie Trotter). Там она познакомилась с бухгалтером Кида, Артуром МакФлаем, в которого влюбилась. Также она собирала компромат на своего хозяина, чем очень помогла Марти и полиции в лице офицера Паркера посадить его за решётку.
Через два месяца после этого работала «Музой Прогресса Техни» на научной выставке Хилл-Вэлли, была уволена и снова устроена на следующий день. В тот же день приняла предложение Артура стать его женой и выяснилось (для Марти), что её настоящее имя Сильвия Мискин, а не Трикси Троттер. Также появляется в романе-новеллизации первой части трилогии. Проживала со своей семьёй на улице Sycamore Street. Марти решил не показываться в доме МакФлаев, так как он был очень близок со своей бабушкой и боялся, что та его узнаёт, хотя он даже ещё не родился:

Они были очень близки, и он боялся, что эта близость выдаст его. Каким-то образом, даже несмотря на то, что он ещё даже не родился, Марти почувствовал, что она в любом случае всё поймёт — и это чувство жутко испугало его.
Оригинальный текст (англ.)Granny had been very close to him, and he felt this closeness would betray him. Somehow, even though Marty had not yet been born, he felt she would sense who he was and be terribly frightened by it.

### Марлин и Мартин-Младший
Марти МакФлай-младший — сын Марти и Дженнифер, родившийся в 1998 году. У него есть единственная сестра Марлин. В свои 17 лет Мартин, как и Марлин, очень похож на отца. Именно поэтому Марти успешно выдал себя за сына в потасовке с Гриффом. У Мартина карие глаза, как и у Дженнифер.
Марти очень любит смотреть телевизор — шесть каналов одновременно. Он довольно беззащитный парень, который боится постоять за себя.
Сложные отношения с Гриффом, внуком Биффа, и его бандой чуть не приводят к тому, что Мартина сажают в тюрьму на 15 лет за ограбление. Через несколько дней Марлин устраивает брату побег, их ловят, и девушку также отправляют за решётку на 20 лет. Однако Марти-старший, прилетевший из прошлого, вовремя даёт отпор Гриффу, вызывая у постаревшего Биффа чувство дежавю.
Согласно мультсериалу, Мартин — дедушка Марты МакФлай, капитана Круизного Космического Лайнера МакФлай.
На момент конца событий пятого эпизода игры реальность изменялась уже столько раз, что прилетевший из будущего Марти говорит, что у них с Дженнифер 12 детей, так что о судьбе Марти и Марлин на данный момент ничего не известно.
Марлин МакФлай — старший ребёнок в семье, дочь Марти и Дженнифер, сестра Мартина. Внешне похожа на отца, очень любит свою бабушку Лоррейн.

### Шеймус и Мэгги МакФлай
Шеймус МакФлай — прапрадед Марти, очень на него похожий, охотник и хозяин фермы МакФлаев. Шеймус — ирландец-католик, носит ярко-рыжие усы и бороду. Вместе со своим братом Мартином переехал из Бэллибоуэла в Ирландии в США в 1880-х, и вскоре Мартина убивают, воткнув ему в живот вилку, в городе Вирджиния-Сити (штат Невада) после того, как он ввязался в драку в баре. Мэгги — жена Шеймуса, от которого она родила сына Вильяма (прадед Марти МакФлая, отец Артура), ставшего первым МакФлаем, родившимся в Америке в апреле 1885 года.
Встретив Марти, Мэгги не заподозрила никакой связи между юношей и их семьёй, тем более Марти назвался другим именем — Клинт Иствуд. Между тем, Шеймус признался жене, что «испытывает странное ощущение относительно Марти, будто бы ему [Шеймусу] и стоит о нём заботиться. Это неспроста». К тому же малыш Вильям тянется к Марти, хотя он недолюбливает чужих людей.

### Вильям Шон МакФлай
Вильям Шон МакФлай — прадед Марти МакФлая, отец Артура, сын Шеймуса и Мэгги, первый МакФлай, родившийся в Америке. Первый раз появляется в третьем фильме ещё малышом. Также он есть на фотографии, на которой запечатлена вся его семья. Наконец, он появляется 13 октября 1931 года в компьютерной игре, где ему около 46 лет. Сначала он приезжает к школе, чтобы найти Артура. В альтернативном 1931 он едет по территории бывшего Хилл-Вэлли и объясняет Марти и Доку, как им узнать, куда делся город. Через некоторое время он спасает их от сумасшедшей Эдны Стрикленд, чтобы вернуть город назад. В конце игры он приходит к зданию суда, где Артур женился на Трикси и все трое уходят.

### Делорес Мискин
Делорес Мискин (англ. Delores Miskin) — родственница Марти по линии его бабушки со стороны отца. Её изображение можно единственный раз увидеть в 1876 году на картине, висящей в баре Боргарда Таннена. Увидев её, Марти, естественно, был удивлён сходством женщины с фамилией его бабушки с «Трикси».

## Брауны

### Эмметт Браун
См. основную статью об Эмметте Брауне

### Клара Клейтон
Клара Клейтон родилась в 1855 году в Нью-Джерси. Её родители — Дэниел и Марта Клейтоны. Её дядя Улисс Си Клейтон был генералом во время Гражданской войны. Она очень образованна, много читает, среди любимых писателей — Жюль Верн. При ней всегда её телескоп, который Дэниел подарил одиннадцатилетней дочери, когда та была больна дифтерией и не могла выходить из дома. В ранней версии сценария, действие фильма происходило в 1888 году, а Клара была вдовой из Сильвер-Сити.
Предположительно, было 4 сентября, когда она покинула дом и направилась в Хилл-Вэлли. По прибытии в город, Клара обнаружила, что никто не встретил её, и решила сама доехать до своего нового дома. Но лошадь спугнула змея, и животное понеслось к пропасти. Однако Док, который и должен был встретить Клару, вовремя спас женщину от неминуемой гибели на дне ущелья.
Эта была любовь с первого взгляда: вопреки своим научным убеждениям Док был вынужден признать, что его словно молнией поразило, когда он увидел Клару. Док приглашает мисс Клейтон на фестиваль Хилл-Вэлли, где встречает банду Бьюфорда Таннена, напоминающего, что за Доком должок. Однако Клара даёт понять, что может за себя постоять.
Тем временем, понимая, что путешествия во времени становятся всё опасней, Док решает покинуть 1885 год вместе с Марти, перед этим попрощавшись с Кларой. Но объяснения Дока Клара воспринимает иначе, чему он думал — женщине кажется, что Док использовал её. Расстроенный Док напивается в баре, возле которого должна была произойти дуэль Марти и Бьюфорда Таннена.
А утром, 7 сентября, Клара, в расстроенных чувствах, собирает вещи и садится на поезд, который должен был увезти её прочь из Хилл-Вэлли. Однако она слышит разговор двух джентльменов о неком мужчине, убивающегося из-за того, что он причинил возлюбленной много боли. Клара понимает, что речь идёт об Эмметте. Она нажимает на рычаг экстренной остановки поезда и сходит с него, пока Док и Марти угоняют грузовой поезд для разгона ДеЛореана
Вернувшись в кузницу Эмметта, Клара находит макет их последнего путешествия во времени, и понимает, что Док не обманул её, рассказывая об истинной причине своего отъезда. Она догоняет поезд, на полном ходу движущийся к пропасти, и, рискуя своей жизнью, говорит Эмметту, что любит его. Марти помогает Доку и Кларе с помощью ховерборда благополучно сойти с поезда, а сам исчезает в пространстве и оказывается в родном 1985 году.
О дальнейших приключениях Дока и Клары ничего неизвестно. Мы знаем лишь, что спустя несколько часов, а, может быть, и меньше, Док прибывает на Паровозе времени в 1985 году, где знакомит Марти и Дженнифер со своей семьёй — ставшей его женой Кларой и сыновьями Жюлем и Верном. Док и Клара поженились 15 декабря 1885 года. Сначала, предположительно, в 1886 году родился Жюль, а затем и Верн в 1888 году.
Клара также появляется в 12 эпизодах мультсериала. Попутешествовав ещё некоторое время, семейство Браунов в 1991 году осело в Хилл-Вэлли. А Клара стала учительницей начальных классов в городской школе и принимала участие во многих приключениях Марти и своей семьи, в частности сбегала из темницы Биффингема, а также помогала праправнучке Марти починить космический корабль в 2091 году.
Создатели о героине:
Мэри Стинберджен, исполнительница роли Клары, так описывает свою героиню:

Она слегка эксцентрична, часто витает в облаках. Её очень интересует наука и, в частности, астрономия. Ей нравится смотреть в телескоп на звёзды… Полагаю, в начале фильма, Марти озабочен тем, что Док уделяет Кларе слишком много внимания, а затем он начинает понимать, что его старый друг влюбился, и это просто потрясает его! Док влюбился! В это трудно поверить!.. До того, как она познакомилась с Доком, её жизнь была совершенно бесцельна. Любовь возникла мгновенно! Они, своего рода, родственные души. Мне кажется, в прошлом или будущем они — неудачники, но когда они вместе, всё просто замечательно!
Боб Гейл, автор сценария:

Она тоже слегка чудаковата! Поэтому Док Браун кажется ей привлекательным! Она довольно независима и смела! Мы надеялись, что именно в эту женщину, по мнению зрителей, должен был влюбиться Док!

### Жюль Браун
Жюль Браун — старший из сыновей Дока и Клары. Родился приблизительно в 1886 году и был назван в честь любимого писателя родителей — Жюля Верна. Жюль невероятно умный для своих лет мальчик.
Он впервые появляется в третьей части, после событий которой Док и Клара поженились и обзавелись детьми. Хотя зрители не видели, как текла жизнь героев после того, как поезд рухнул в ущелье, а Марти отправился на ДеЛореане домой в 1985 год. Но поскольку рождение мальчиков и спасение Клары от гибели в ущелье могло разрушить пространственно-временной континуум, Док строит паровоз времени и отправляется вместе с семьёй в XX век.
После путешествий во времени Док с семьёй поселяется в Хилл-Вэлли в 1991 году. К этому времени, Жюлю где-то около 10-11 лет. Мальчик всегда называет Марти его полным именем — Мартином и, как и его отец Док, использует слишком сложные фразы в повседневной речи. Жюль — лучший ученик в своём классе, но из-за этого не самый популярный парень школы, у него не очень много друзей. Однажды Жюль вырастил денежное дерево. Он влюблён в свою одноклассницу Фрэнни Филлипс, любит бейсбол и изобретать что-нибудь полезное.
Вместе со своим братом Верном, родителями и Марти Жюль попадает в различные приключения. Однажды Жюль решает стать популярным и изобретает денежное дерево. С помощью машины, которую он сам и изобрёл, сортирующей заголовки газет по датам, Жюль узнаёт, что его родителям грозит опасность во время крушения корабля в 2091 году. Однако всё заканчивается благополучно.

### Верн Браун
Верн Браун — младший сын Дока и Клары. Он неунывающий мальчик, не любит заниматься рутинной работой. Он обожает видеоигры, просмотр телевизора и постоянно носит шапку, как у Дэвида Крокетта, даже когда плавает в реке или бассейне. В отличие от Жюля, Верн — самый популярный мальчик в школе, у него много друзей, среди которых также Марти МакФлай.
Верн даже готов поверить, что его усыновили — так он не похож на умных и образованных членов семейства Браун. Верн предположил, что его отец — Бенджамин Франклин, изобретший электричество. Когда Брауны перебрались в Хилл-Вэлли в 1991 году, Верну около 8 лет. Пожалуй, он чувствует себя в XX веке гораздо комфортнее, чем Жюль или Клара.
В одном из эпизодов мультсериала мы узнаём, что в результате временного парадокса Верн был назван в честь себя самого, а не писателя Жюля Верна. Ибо Док и Клара не собирались называть младшего сына таким именем.

### Эрхардт Браун
Эрхардт фон Браун (нем. Erhardt von Braun) или, позднее Эрхардт Браун англ. Erhardt Brown — отец доктора Эмметта Брауна. Родился и жил в Германии. Вероятно, он является родственником Вернера фон Брауна, чем объясняется склонность к науке у его сына. Обладает, скорее всего в силу своего происхождения, странным акцентом, смягчающим согласные. В 1908 году он переехал в Америку, Хилл-Вэлли, где стал работать судьёй. Во время Первой мировой войны сменил фамилию на Браун, а в 1914 году у него родился сын Эмметт, которого он устроил к себе на работу помощником, а в будущем видел его успешным судьёй. В это время Эмметт совсем не увлекался этой работой, а хотел стать учёным.
В 1931 году юный Браун наконец откровенно заявляет отцу, что не видит своего будущего в судебном деле, а хочет посвятить себя науке. На некоторое время он оставляет сына в покое, но спустя полгода на «Научной выставке Хилл-Вэлли» перед демонстрацией Эмметтом своего изобретения — летающей машины он врывается в зал и заявляет, что хочет поговорить с сыном. Удачно оказавшийся в этот момент Марти МакФлай мирит отца с сыном и судья наконец понимает, что его сын действительно должен посвятить себя не судебному делу, а науке. Этому перемирию помог тот факт, что отец самого судьи совершенно не одобрял переезда его в Америку.
Имя судьи выясняется только в конце пятого эпизода игры.

### Сара Латроп
Сара Латроп (англ. Sarah Lathrop) — мать Эмметта Брауна. Её фамилия — Латроп — также среднее имя её сына Эмметта. Этим и объясняется буква «L» между его именем и фамилией. Сара родилась и выросла в Хилл-Вэлли.

## Таннены

### Грифф Таннен
Грифф Таннен — персонаж трилогии Назад в будущее. Грифф — внук Биффа и очень напоминает его в молодости — такой же хулиган, привыкший получать то, что он хочет с помощью силы, грубый и непредсказуемый. Например, после шутки «Эй, МакФлай! У тебя шнурки развязались», Грифф сильно бьёт Марти-младшего, тем самым «вырубив» его на достаточно долгое время. Создаётся ощущение, что Грифф — действительно сумасшедший, особенно если вспомнить его гримасы и комментарии престарелого Биффа. Едва ли кто-то осмелится перечить ему, поэтому юноша испытывает некий шок, когда Марти, переодетый в собственного сына, пытается дать Гриффу отпор.
Если верить Доку, который сказал, что у Гриффа «био-имплантаты замкнуло», и механическим звукам,
раздающимся при движении Гриффа, в его тело встроены различные механизмы. Причины неизвестны, однако в 2015 году такие имплантаты незаконны.
У Гриффа есть машина — видоизменённая BMW 1976 года 633CSI, которую моет для него Бифф. Также он прекрасно умеет
ездить на ховерборде — у него есть профессиональный «Питбуль».
Днём 21 октября 2015 года, Грифф и его банда находят в «Кафе '80-е» (бывшее «Кафе Лу» из 1955 года и «Фитнесс-центр Лу» из 1985 года) Марти-младшего — сына Марти и подговаривают его пойти на ограбление банка Hill Valley Payroll Substation. Не в силах дать отпор Гриффу, Мартин соглашается. Во время налёта на банк он задевает сигнализацию, полиция ловит его и отправляет в тюрьму на 15 лет, а Гриффу и его банде удаётся избежать правосудия. Через некоторое время дочь Марти, Марлин, устраивает побег брату. Их ловят и девушке дают 20 лет тюрьмы. Узнав об этом, Док Браун прибывает в 1985 год на модернизированном ДеЛореане, чтобы забрать Марти и Дженнифер в будущее, которое они попытаются изменить, чтобы предотвратить ужасные события. Марти выдаёт себя за своего сына и даёт отпор Гриффу, который во время погони на ховербордах врезается вместе с остальными хулиганами в здание городской мэрии, за что их арестовывают, а через некоторое время отправляют в тюрьму.
По фильму не понятно, чьим сыном является Грифф, так как его фамилия не называется и даже не указывается в титрах. В первом эпизоде игры, когда Марти разговаривает с Эдной, она в мегафон говорит «Тифф Таннен, что ты там делаешь за деревом, мне позвать твоего отца?!»
95-летний Грифф появляется в мультсериале в эпизоде под названием «Солнечные матросы», действие которого происходит 15 декабря 2091 года. Внук Гриффа, Зифф, пытается саботировать на космическом круизном лайнере Марты МакФлай (праправнучки Марти). В этом эпизоде мы узнаём, что Грифф находится в тюрьме. Он присутствует и в заставке первого сезона.

### Гертруда Таннен
Бабушка Биффа Гертруда Таннен (англ. Gertrude Tannen) появлялась только во втором фильме трилогии в двух сценах: когда Марти пришёл к дому Биффа в 1955 году и когда Бифф уезжал на танцы, причём оба раза был слышен только её голос, сама героиня не появлялась. У Гертруды есть и второй сын — Фрэнк, появлявшийся в одном из эпизодов мультсериала. Он военный и является дядей Биффа.

### Тифф Таннен
Тифф Таннен (англ. Tiff Tannen) ни разу не появляется и упоминается всего два раза: в первом эпизоде игры её имя называет Эдна Стрикленд, разгоняя в громкоговоритель подростков с сигаретами. В финальной сцене пятого эпизода когда два Марти из будущего спорят, один из них (в зелёных очках) восклицает «Тифф Таннен?! Так она ж в тюрьме!» (англ. «Tiff Tannen?! But she is in prison!»), второй (на синем ДеЛореане) отвечает «Только не в МОЁМ мире!» (англ. «Not in MY world!»), давая основания полагать увидеть её в следующей части игры.

### Ирвинг «Кид» Таннен
Кид Таннен — довольно наглый житель Хилл-Вэлли 1931 года. Не любит думать. До 1931 года держал в страхе Артура МакФлая, деда Марти, который работал у него бухгалтером. Также до некоторого времени управлял подпольным производством алкоголя. После поджога устраивает бар с певицей Трикси Троттер.
Время пришло
Из газеты Марти узнаёт, что Док под именем Карл Саган попал в тюрьму в 1931 году как предполагаемый поджигатель подпольного бара Таннена, за что Кид отомстил ему, расстреляв на крыльце здания суда. Марти пытается помешать его планам, освободив Дока из тюрьмы, но не успевает. Гангстер похищает учёного на полицейской машине под видом перевозки в другую тюрьму. По дороге грузовик должен был перевернуться, а Браун/Саган погибнуть, но узнавший об этом Марти спасает Дока, параллельно загнав машину с Кидом в навоз уже известного нам Джонса. К тому же выясняется, что Кид с помощью своих друзей расстрелял на крыльце здания суда деда Марти за то, что тот давал показания против него, вследствие чего Марти начал исчезать.
Взять Таннена!
Во второй части Кид становится главным объектом. Марти совершенно не заинтересован в своём исчезновении и отправляется в без пяти четыре того же дня, где спасает своего деда от убийства. Однако оказалось, что ещё до этого он помешал аресту Кида вообще, поэтому когда он вернулся в 1986 год оказалось, что в семейке Танненов прибавление — целых три сына: Бифф, Клифф и Рифф. И все преступники, не говоря уже об отце. Да к тому же Дженнифер тут совсем нет. Тогда Марти и Док возвращаются в 1931 год, где заставляют офицера Дэнни Паркера арестовать Кида Таннена, который в конце чуть-чуть сопротивляется и ещё раз попадает в навоз. Здесь же и выясняется его настоящее имя — Ирвинг.
Гражданин Браун
Вся часть проходит в альтернативном 1986, поэтому Кид в ней не появлялся, не считая фотографии, на которой запечатлён его арест. Кстати, Эмметт Браун, попавший под влияние Эдны, здесь считает, что это он его задержал и помог арестовать.
Двойные видения
Ирвинг Таннен появляется только в одном месте — его приводят к Эмметту для составления карты мозга преступника в качестве примера.
Вне времени
В финальном эпизоде Кид, находясь в тюрьме Хилл-Вэлли, становится свидетелем ареста Эдны Стрикленд и исчезновения ДеЛореана из альтернативного 1986. В конце выясняется, что Ирвинг женился на Эдне, ставшей мачехой его сыну Биффу.

### Боргард Таннен
Боргард Б. Таннен (англ. Beauregard B. Tannen) — отец Бьюфорда Таннена. Впервые появляется в эпизоде «Братья» мультипликационного сериала. О нём известно только то, что в 1864 году он был генералом на войне (предводитель южан). В битве 11 февраля погибли многие его солдаты. Та же участь стала ждать и Верна, когда он случайно попал в прошлое. Жюль, Док и Марти отправляются за ним, в результате чего враждующие стороны мирятся, и битва не состоится.
После войны Боргард переехал и стал жить в Хилл-Вэлли, где начал постройку бара, который впоследствии, в 1876 году, решила сжечь Эдна, случайно попавшая туда из 1931 года и известная ему под именем Мэри Пикфорд, и пытался путём угрозы убийства остановить её и Эмметта Брауна, который тоже хотел её остановить, затем получил сброшенным Марти мешком с песком по голове, выронил выстрелившее в воздух ружьё и получил удар от Дока, после чего остался лежать на полу.
В имени Боргарда тоже нет ни одной буквы «ф», но оно хотя бы похоже на имя Бьюфорда.

### Рифф и Клифф Таннены
Рифф и Клифф (англ. Riff and Cliff) — братья Биффа (дети Кида) Таннена из альтернативного 1986 года, где вся их семья занимала пятое место среди семей криминальных преступников Америки.

## Банда Таннена

### Банда Биффа
См. основную статью банде Биффа

### Банда Гриффа
Обычно Гриффа сопровождает его банда, в состав которой в 2015 году входило трое человек — двое ребят и одна девушка.
Рэйф Ангер (Рикки Дин Логан) по прозвищу Дата — брюнет, одетый в костюм со множеством техники, среди которых есть даже запись кудахтанья курицы, которую он включает в тот момент, когда Грифф называет Марти трусом (англ. chicken — цыплёнок). Умеет ездить на ховерборде, и однажды, после одного такого катания улетает в застеклённое здание мэрии, после чего попадает в тюрьму. Рикки Дин Логан также исполнил роль одного из друзей Нидлза ближе к финалу третьего фильма.
Лесли О’Мэлли (Дарлин Фогель) по прозвищу Спайк тоже входит в банду Гриффа. Это единственный, на данный момент, случай, когда в банде Таннена появляется девушка.
Настоящее имя Вайти (Джейсон Скотт Ли) — Честер Ногура. Его, как и имена остальных членов банды Гриффа, можно узнать исключительно из газеты USA Today.

### Банда Бьюфорда
Состав:
- Кристофер Уинн (Christopher Wynne) в роли Buford’s Gang Member #1
- Шон Грегори Салливан (Sean Gregory Sullivan) в роли Buford’s Gang Member #2
- Майк Уотсон (Mike Watson) в роли Buford’s Gang Member #3

Кристофер Уинн также исполнил роль Needles' Gang Member #1 в одной из финальных сцен третьего фильма.

### Банда Дугласа Нидлза
Банда Нидлза, наподобие бандам Танненов, состоит из трёх человек. Роли исполнили следующие актёры:
- Джей Джей Коэн — также исполнил роль Бритого в банде Биффа.
- Рикки Дин Логан — также исполнил роль Даты в банде Гриффа.
- Кристофер Винн — также исполнил роль одного из друзей Бьюфорда.

### Банда Кида
Банда Кида Таннена (по аналогии с бандами других Танненов) состоит из трёх человек, однако в отличие от остальных Танненов, где три члена банды постоянно вместе и никакой индивидуальности, в банде у Ирвинга чёткое разделение труда:
Мэтчес (англ. Matches) — наименее образованный член банды. Среди троих вроде главного, хотя сам чистит Киду ботинки. До пожара на заводе постоянно носил бочки с алкоголем. Любит словесные шарады. Имя переводится как «спички» или «зубочистки», что относится скорее к телосложению, чем к характеру. Появляется только в первых двух эпизодах.
Кью Болл До́ннелли (англ. Cue Ball Donnelly) — бармен и повар суповой столовой, прекрасно играет на фортепиано, до поджога спускал принесённые Мэтчесом бочки в подвал завода. Имя переводится как «Бильярдный Шар». Тоже скорее про внешность. Появляется во всех эпизодах, кроме третьего.
О Зейне (англ. Zane) известно меньше всех. Он художник-карикатурист. Появляется лишь во втором эпизоде.
Одного из членов банды Биффа звали Мэтч (англ. Match), в банде Кида присутствует член по имени Мэтчес (англ. Matches). К тому же Зейн — имя другого члена банды Кида — фамилия актёра, игравшего Мэтча в фильмах.

## Стрикленды

### Джеральд Стрикленд
Мистер Стрикленд родился в 1925 году. Строгий, авторитарный директор школы Хилл-Вэлли, испытывающий сильную неприязнь к людям, которых можно описать словом «размазня» (в частности, таковыми, по его мнению, был Джордж МакФлай и его сын, Марти). Мистер Стрикленд придерживается строгой дисциплины: «запомни это слово» — вот что сказал шериф Джеймс Стрикленд — дед директора школы.
Мистер Стрикленд с неодобрением относился к дружбе Марти и Дока и называл учёного сумасшедшим. Как следует из фильмов, и в 1955, и в 1985 году мистер Стрикленд занимает пост директора школы. И в 1955 году он был лысым.
В альтернативной реальности в 1985 году, где Бифф Таннен стал самым богатым человеком, школа была разрушена примерно в 1979 году, а у самого Стрикленда большие неприятности. Мистер Стрикленд оказывается безработным, который вступает в перестрелку со своими бывшими учениками. Они оказываются преступниками, стреляющими по его дому из машины как раз в тот момент, когда к его крыльцу подходит Марти за газетой.
В романе-адаптации первой части трилогии появляется имя мистера Стрикленда — Джеральд, однако на двери его кабинета во втором фильме написано «S. S. Strickland» — создатели трилогии напоминают о его должности «школьного проверяющего» — school superintendent.
В продолжениях трилогии — телевизионном мультсериале и компьютерной игре — выясняется, что с 1986 года мистер Стрикленд занимает пост декана университета Хилл-Вэлли, а также то, что он служил в армии в 1940-х годах.
В первом эпизоде игры в квартире Эдны Стрикленд, его старшей сестры, висят фотографии. На одной из них изображён маленький Джеральд. И в младенчестве он был лысым.

### Джеймс Стрикленд
Актёр: Джеймс Толкан
Маршал Джеймс Стрикленд (англ. Marshal James Strickland) — шериф города Хилл-Вэлли, блюститель закона и порядка в маленьком городке. В удалённой сцене третьего фильма Бьюфорд Таннен убивает маршала на глазах маленького сына, и тот перед смертью говорит мальчику заветные слова: «Дисциплина. Запомни это слово». Вероятно из-за этого трагического события, дисциплина и жёсткий характер играет важную роль в семье Стрикленда.
Кроме того, маршал Стрикленд — дедушка Эдны и Джеральда Стриклендов.

### Эдна Стрикленд
Эдна Стрикленд — старшая сестра мистера Стрикленда, директора школы, в которой учится Марти. Она появляется во всех эпизодах компьютерной игры в разных альтернативных версиях, в самом различном спектре — от обычной старушки до злой сумасшедшей старухи.
Эдна в разных временах и реальностях:
- 1986. Это пожилая женщина, видящая во всех подростках, особенно в скейтбордистах, заядлых хулиганов. Любит сидеть у окна с биноклем и громкоговорителем и наводить порядок на улице на расстоянии. Собирает все выпуски городской газеты Хилл-Вэлли с момента её появления, с самого первого выпуска.
- 1931. Это молодая журналистка. Является членом Общества трезвенников (англ. Stay Sober Society). Активный борец против употребления алкоголя, даже случайно помогла Марти привести в нормальное состояние спившегося офицера.
- Альтернативный 1986. Это вторая по влиятельности особа города, которую называют «гражданка Эдна». Здесь она заставила жить по своим правилам не только весь Хилл-Вэлли, но и собственного мужа, которым в этой реальности является Эмметт Браун.
- Снова 1931. Эдна, которую Марти поссорил с Эмметтом, признаётся ему [Марти] по телефону в том, что она подожгла бар Таннена, думая, что разговаривает с «Карлом Саганом» (Доком), что и записывает предусмотрительно поставленный Марти в телефонную будку диктофон. Спасаясь от офицера Паркера, получившего этот компромат, она угоняет ДеЛореан с неисправными временными контурами.
- Альтернативный 1931. Сошедшая с ума Эдна живёт в одиночестве в небольшой хижине, расположенной на территории, на которой ранее находился город Хилл-Вэлли, сгоревший во время пожара в 1876 году.
- 1876. Эдна живёт на диком Западе под псевдонимом Мэри Пикфорд (англ. Mary Pickford) (также её здесь называют Ужасная Мэри англ. Scary Mary). Узнав о том, что Боргард Таннен собирается строить в маленьком городке Хилл-Вэлли бар, она, как явный сторонник сухого закона, устраивает пожар, в результате которого сгорает весь город и образуется альтернативная реальность 1931 года, в которой на месте Хилл-Вэлли находится лишь холмистая долина с хижиной Эдны.
- Исправленный 1931. После пресечённой Марти и Доком попытки сжечь бар в 1876 году Док и Марти перемещают её обратно в 1931 год, где она на ДеЛореане врезается в стену полицейского участка, и её тут же арестовывает и сажает в одну тюрьму с Кидом Танненом офицер Паркер.
- Исправленный 1986. В этой исправленной в ходе всех приключений вселенной выясняется, что Эдна вышла замуж за Кида и стала мачехой Биффа. Ирвинг и Эдна сблизились на почве пребывания в тюремном заключении.

## Паркеры

### Дженнифер Паркер
Дженнифер Джейн Паркер родилась 29 октября 1968 года в городе Хилл-Вэлли, штат Калифорния. На момент событий первой части является девушкой Марти. Как выяснилось позже, Марти и Дженнифер обвенчались в Часовне Любви.
Дженнифер — воспитанная, интеллигентная девушка. Она добра и тактична, всегда знает, как подбодрить Марти.
События фильмов
Девушка всегда поддерживала Марти — после неудачи на прослушивании рок-групп, Дженнифер рекомендует Марти отправить плёнку с записью песни в звукозаписывающую компанию.
На выходные молодые люди планировали поехать отдохнуть на берег озера, но в их планы вмешалась судьба. Марти, благодаря изобретению его друга Дока Брауна, оказывается в прошлом, что, впрочем, благотворно сказывается на настоящем: когда юноша возвращается домой, он обнаруживает в гараже шикарную машину, готовую к поездке на выходные и ожидающую его Дженнифер, которая не помнит ничего о том, какой была жизнь Марти до его приключений в 1955 году.
Однако в этот момент прямо перед их домом возникает ДеЛореан, из которого появляется взволнованный Док и просит Марти отправиться с ним в будущее, предлагая взять Дженнифер с собой, так как неприятности касаются и её. Озадаченная девушка запрыгивает вместе с Марти в машину времени, которая переносит их в будущее.
Когда возникает необходимость отправиться в 2015 год, Доку и Марти приходится взять Дженнифер с собой, где она случайно видит свою будущую семью и себя в старости. Это вызывает у девушки шок, и она падает в обморок. Но перед этим захватывает факс об увольнении Марти, пойманного на денежных махинациях с Нидлзом.
Оказывается, что вся жизнь Марти пошла под откос из-за глупой аварии, произошедшей в 1985 году. В дверях Дженнифер сталкивается со своей 47-летней версией, и обе они от такого потрясения падают в обморок. Девушку подхватывает Док, и они с Марти отвозят её в настоящее, которое стало альтернативным, где оставляют возле дома без сознания. Когда они собираются снова отправиться в 1955 год, Марти беспокоится за неё, но Док успокаивает его, говоря, что с ней будет всё в порядке и после восстановления истории она автоматически перенесётся в нормальную реальность.
После своих невероятных приключений на Диком Западе, Марти возвращается в родной 1985 год, где машина времени уничтожается несущимся на неё поездом. Первым делом Марти решает проверить, всё ли в порядке с его возлюбленной, которую они с Доком просто оставили на крыльце дома в альтернативном 1985 году. Проснувшись на качелях у своего дома и видя перед собой Марти, Дженнифер решает, что ей приснился ужасный сон об их будущей с Марти семейной жизни. Однако девушка находит у себя в кармане уведомление об увольнении Марти и понимает, что всё произошедшее было реальностью. Марти отказывается от участия в гонках с Нидлзом и избегает несчастного случая, в который раз меняя ход событий к лучшему, и надпись на бумаге исчезает.
Марти и Дженнифер приезжают на место разрушения машины времени, где неожиданно на поезде времени появляется Док Браун со своим семейством: женой Кларой и сыновьями Жюлем и Верном. Перед тем, как исчезнуть во времени, Док напоминает двум возлюбленным, что их будущее не написано. Будущее будет таким, каким сделают его они.
Мультсериал
Во время событий мультсериала Дженнифер учится в местном колледже вместе с Марти. Они продолжают встречаться. Она больше никогда не путешествовала во времени.
Дженнифер появляется в следующих эпизодах:
- 1×02 Вперёд в прошлое
- 1×04. Колдовство
- 1×09 Солнечные матросы (упоминание)
- 2×01. Чёрный пират
- 2×03. Настоящий друг
- 2×12. Блюз Святого Луи

Альтернативность
Первый раз увидеть Дженнифер в альтернативной реальности удаётся только в игре.
В то время, как Марти пытался высадить Дока из тюрьмы и посадить в эту тюрьму Кида Таннена, молодой Эмметт Браун поближе познакомился с Эдной Стрикленд, в результате чего, придя к власти и пытаясь создать утопию, добивается противоположного результата, будучи полностью уверенным в первом. Запретов появилось столько, что Дженнифер просто пошла против всех — стала их нарушать: ходить не по форме, рисовать граффити на стенах, слушать рок-н-ролл и смотреть фантастику. Здесь Марти стал ботаником, что, конечно, не приветствовалось со стороны Дженнифер, и их отношения были немного другими.
Замена актрисы
Клаудия Уэллс, сыгравшая Дженнифер в фильме «Назад в будущее» (1985), не смогла сняться в продолжении фильма по личным причинам. В фильмах «Назад в будущее 2» (1989) и «Назад в будущее 3» (1990) роль Дженнифер исполнила актриса Элизабет Шу. Последняя сцена первой части была специально переснята с её участием. Однако теперь Клаудия Уэллс согласилась озвучивать Дженнифер в игре.

### Офицер Дэнни Паркер
Офицер Дэнни Джей Паркер — офицер полиции. В 1931 году работал над делом Таннена. Ранним утром 13 июня пытался задержать его грузовик. А через некоторое время, 25 августа, с помощью Артура МакФлая и Трикси Троттер арестовывает его и сажает в тюрьму. Найти поджигателя подпольного бара ему не удалось.
Однако, как раз в 13 июня полетел Марти, чтобы спасти Дока. Материализуется он вместе с ДеЛореаном как раз между машинами полиции и преступников. Паркер, очень удивившись, сделал несколько выстрелов и заехал в кювет.
Вечером того же дня он обнаруживает тот самый ДеЛореан недалеко от места прошлого происшествия. Да ещё и предполагаемого поджигателя бара — «Карла Сагана»! И то, и другое он упускает.
И, окончательно во всём разочаровавшись (даже на работе его стали считать сумасшедшим за историю про произвольно появляющуюся/исчезающую машину), он уходит к Киду и начинает сам пить в его баре и скрывать за ним улики. В результате этого непростительного поведения, Таннен, как уже говорилось, становится главой преступной семьи, девушка офицера — Бетти — бросает его, поэтому в будущем никто ничего не знает ни о какой Дженнифер Паркер.
И поэтому Марти снова отправляется в 1931 год, на этот раз в 25 августа, где помогает Дэнни прийти в себя и снова встать на путь службы закону. Офицер арестовывает всю шайку Таннена.
И этот момент каким-то странным образом оказывается заснят на фотографию, которая позже хранится у Первого Гражданина Брауна. Так как все события эпизода проходят исключительно в 1986 году, Дэнни в нём ни разу не появляется. Только его сын и внучка. А когда Марти попадает снова в 1931 год, он видит, как офицер приводит и уводит Кида Таннена в лабораторию Эмметта, которому нужна была карта мозга преступника.
О том, что именно Эдна помогла Паркеру встать на путь доблестной службы, все забыли. Теперь на передний план вылезло то, что она пытается закрыть экспозицию с изобретением Эмметта. И Дэнни приходится это сделать, так как в утверждениях Стрикленд есть какой-то смысл. Однако он понимает, что она не совсем адекватна, и, пока та «рассказывает» ему о том, что Марти на самом деле преступник, шпион и анархист Яков Смирнов, он просит Марти выяснить про неё что-нибудь противозаконное (англ. some dirt). В итоге, Марти предоставляет ему запись признания Эдны в поджоге бара. Офицер гонится за ней, но Эдна, угнав ДеЛореан, случайно отправляется в 1876 год. В конечной исправленной реальности он арестовывает её и сажает в тюрьму.

### Дэнни Паркер-младший
Роль озвучил Марк Барболак
Дэниел «Дэнни» Паркер-младший (англ. Daniel «Danny» Parker Jr.) — отец Дженнифер. Работает продавцом обуви. У него есть коричневая машина, на которой он приезжает за Дженнифер 25 октября 1985 года. Это единственный раз, когда его можно увидеть в нормальной реальности, и то не очень хорошо.
А вот в одной из альтернативных реальностей он присутствует довольно долго. Он — сын офицера Паркера из 1931 года и после успешного и знаменитого ареста Таннена, и превращения Эмметтом Хилл-Вэлли в город полиции, видимо, он решил тоже стать полицейским. Он всё время смотрит, как Марти нарушает правила и выдаёт ему карточки за это. Но когда он впутывает в это дело и его дочь, Дэниел заставляет Дженнифер пойти на программу «Гражданин Плюс»… А Марти добивается как раз того, чего хотел.

### Бетти Паркер
Бабушка Дженнифер, жена офицера Паркера. Один раз упоминается в втором эпизоде игры. Известно, что она бросила Дэнни после того, как он начал пить, в результате чего Дженнифер Паркер в альтернативной реальности вообще не родилась. После того, как Марти помог офицеру арестовать Таннена, Бетти вернулась к нему.

## Другие персонажи

### Семьи
| Фамилия | Представители                           | Годы       | Род занятий           | Краткая информация |
| ------- | --------------------------------------- | ---------- | --------------------- | --- |
| Бэйнсы  | Сэм, Стэлла, Милтон, Салли, Тоби, Джоуи | 1955       | родственники МакФлаев | Практически ничего не известно о них, не считая того, что Сэм, похоже, не впервые сбивает человека. Когда Марти отталкивает Джорджа, свалившегося с дерева, с проезжей части, Сэм кричит: «Стелла! Ещё один сумасшедший бросился мне под колёса! Помоги мне занести его в дом!». Кроме того, в первоначальном 1985 году, «дядя Джоуи» отбывает тюремный срок, к тому же его не выпустили в положенный день. В альтернативном 1985 Джоуи находится в том же положении — Бифф угрожает Лоррейн посадить её детей в тюрьму, «как и её брата Джоуи — одна дружная семейка зэков!». |
| Уилсон  | «Голди» Уилсон                          | 1955, 1985 | мэры                  | Голди Уилсон (англ. Goldie Wilson) (его сыграл Дональд Фулилаф) — чернокожий юноша, родившийся в 1933 году. В 1955 году он работает официантом в «Кафе Лу». В 1980-х годах Голди Уилсон занимал пост мэра Хилл-Вэлли. |
| Уилсон  | Голди Уилсон III                        | 2015       | мэры                  | Внук мэра «Голди» Уилсона из 1985 года. Занимает пост мэра в 2015 году. Появляется только один раз — в рекламе летающих машин. |
| Томас   | Джек Томас                              | 1931       | мэры                  | Отец мэра Реда Томаса. Листовки с его изображением и именем кое-где развешаны в 1931 году. |
| Томас   | Ред Томас                               | 1955       | мэры                  | В 1955 году Марти видит машину, голос из которой предлагает всем проголосовать за мэра Реда Томаса, который «за прогресс». Кроме того, в 1931 году Эмметт строит машину, определяющую умственное состояние человека. Среди карточек есть и карточка Реда. |
| Джонс   | А. Джонс                                | 1885       | Торговля навозом      | В тележку с навозом Джонса попадает Бьюфорд Таннен после дуэли с Марти |
| Джонс   | Д. Джонс                                | 1931       | Торговля навозом      | Это имя написано на грузовике с навозом, в который Кид Таннен сначала в первом эпизоде игры врезается на полицейской машине, а затем падает в кузов во втором. В первом фильме Бифф Таннен врезается в грузовик с навозом Д. Джонса, после чего платит за ремонт машины 302 доллара. Во втором фильме Терри рассказывает, что цена такая большая потому, что пришлось вызвать Джонса, чтобы он выгреб этот навоз. «Может, он его ещё и перепродал!». Спустя половину суток, Бифф снова врезается в него, крича при этом «Ненавижу навоз!».                                     |
| Статлер | Честный Джо Статлер                     | 1885       | торговля транспортом  | Продаёт лошадей на Диком Западе |
| Статлер | Братья Статлеры                         | 1955       | торговля транспортом  | Продажа Студебеккеров |
| Статлер | ?                                       | 1985       | торговля транспортом  | В магазине Статлера продаётся Тойота, на которой тоже написана эта фамилия. |

### Дуглас Нидлз
Актёр: Майкл Питер Бальзари
Дуглас Джей Нидлз (англ. Douglas J. Needls) родился 6 августа 1968 года. Он — типичный хулиган. Он всегда знал подход к Марти, понимая, что можно раззадорить юношу, назвав его трусом.
В 2015 году Нидлз совершал аферы вместе с Марти, из-за чего МакФлай впоследствии был уволен с работы, когда начальник узнал об этом. Был ли уволен сам Нидлз — неизвестно. Известно, что Марти и Нидлз работают на одном заводе, причём Нидлз занимает более высокий пост.
Во второй серии трилогии во время видеотелефонного разговора сорокасемилетнего Марти с Нидлзом, на экране появляются титры, из которых можно узнать, что Нидлз работает сисадмином (англ. system administration), ярый фанат баскетбола, его жену зовут Лорен Энн, дочерей — Роберта, 23 года и Эми, 20 лет, любимые виды спорта — бег трусцой, слэмбол и теннис, любимые напитки Нидлза — скотч и пиво, кулинарные предпочтения — стейк и мексиканская кухня, не любит рыбу и тайскую кухню.

### Лу Карузерс
Актёр: Норман Олден
Лу — владелец «Кафе Лу» в 1955 году. Он — ветеран войны.

### Лич
Роль озвучил Эй Джей ЛоКазио
Парень Дженнифер Паркер из альтернативной реальности, где Марти стал ботаником, а Дженнифер наоборот. Так продолжалось до тех пор, пока реальный Марти не доказал Дженнифер, что он всё же лучше, чем Лич.

### Рэд («Крыса»)[10]
Актёр: Джордж Бак Флауэр
Рэд был уличным бомжом, который жил в центре Хилл-Вэлли в 1985 году, и был известен тем, что проводил ночь, слушая радио, лежа на скамейке автобусной остановки, на которой висела реклама калифорнийского изюма.
26 октября 1985 года, после того как Марти Макфлай отправился в прошлое на машине времени DeLorean и врезался в Ассамблею Христа, Рэд проснулся, увидел это и прокомментировал, что он «сумасшедший пьяный водитель». Марти, очевидно, знал его, так как при встрече он обратился к нему по имени.
В альтернативной реальности, где Бифф Таннен путешествовал из 2015 в 1955 год, чтобы сделать своего молодого «я» богатым, Рэд все ещё был бомжом. После того как Марти столкнулся с Рэдом, Рэд прокомментировал его как «сумасшедшего пьяного пешехода».
В 1973 году Бифф использовал тот факт, что Рэд был бомжом, в своих интересах. Он попросил одного из сотрудников полицейского управления Хилл-Вэлли, которым он владел в этой временной шкале ABC, подбросить Реду бумажник Джорджа Макфлая. Это создало впечатление, что Ред убил Джорджа в переулке, а не Бифф.
К 1985 году Рэд снова сидел на скамейке как уличный бомж. В этой альтернативной реальности Марти столкнулся с ним возле ночного клуба (под названием Sin), и Рэд, не узнав его, закричал «Смотри, куда идешь, сумасшедший пьяный пешеход!!!».
К 1986 году, в той временной линии, где доктор Эммет Браун построил вторую машину времени DeLorean, Рэд в рабочее время находился в публичной библиотеке Хилл-Вэлли.

## Животные

### Эйнштейн
Актёры: Тигр (первый фильм) и Фредди (второй и третий фильмы)
Роль озвучил Дэнни Мэнн (в мультсериале)
Эйнштейн (англ. Einstein) — пёс Дока Брауна в 1985 году. Первый путешественник во времени. Назван в честь учёного Альберта Эйнштейна — учёного, создавшего Общую теорию относительности, связанную с путешествиями во времени. В первом фильме доктор Браун отправляет пса на одну минуту в будущее, чтобы продемонстрировать работу машины времени. Позже Эйнштейн предупреждает Дока о приближении ливийских террористов.
Во втором фильме Эйнштейн не играет никакой роли. Чтобы объяснить, почему Док вернулся в настоящее без него было сказано, что он оставил его «в анимационой конуре». Когда Док и Марти полетели исправлять настоящее, Эйнштейна, как и Дженнифер, оставили. Браун объяснил это тем, что как только реальность исправится, Дженнифер и Эйнштейн автоматически перенесутся в исправленную реальность.
Видимо, так оно и случилось, потому что в конце третьего фильма, Док, прилетевший на паровозе времени забирает Эйнштейна из исправленной реальности и улетает в другое время.
Эйнштейн также присутствует в мультсериале, где он может самостоятельно управлять как ДеЛореаном (который также настроен на его лай), так и паровозом времени и понимает всё, что говорят люди вокруг него.
В результате приключений, описанных в игре вышло так, что Эмметт Браун познакомился со своим псом раньше, чем положено — в семнадцать лет, когда его привёз в 1931 год сначала Док из будущего, а затем и Марти. Эмметт отозвался о псе, как об очень хорошо подготовленном к испытаниям. «Такое ощущение, будто я сам работал с ним несколько лет!».
В альтернативной реальности, где Хилл-Вэлли стали управлять Док и Эдна, Эйнштейн, как и все собаки города, ходил в наморднике. И вообще его звали не Эйнштейн, а возможно вообще никак не звали, потому что собак держать запрещалось. В поисках общего языка с ним Марти перебрал имена нескольких учёных, но, конечно, ни одно не подошло. Также настоящему Эйнштейну, который был в 1931 году гражданин Браун поставил две статуи возле часов на видоизменённом здании суда.
По сценарию Доку Брауну в качестве спутника полагался шимпанзе, а не собака, но начальник студии Universal настоял на замене шимпанзе на собаку.

### Коперник
Актёры:  Фостер (третий фильм)
Коперник (англ. Copernicus) — пёс Дока из 1955 года в первом фильме Док испытывает на нём машину для чтения мыслей, а в третьем пёс вместе с Доком и Марти отправляется доставать из шахты ДеЛореан, а затем находит могилу Дока, убитого в 1885 году.